# 이현창
이현창(1985년 11월 2일 ~ )은 대한민국의 축구 선수로서 포지션은 수비수이다.